# Гірничорятувальне обладнання
Гірничорятува́льне обла́днання (рос.горноспасательное оборудование, англ. mine rescue equipment; нім. Rettungswerke n pl, Grubenrettungsausrüstunge f pl) — оснащення гірничорятувальних частин, призначене для рятування людей і ліквідації підземних аварій.
Сюди входять:
- рудникові респіратори,
- засоби особистого термального захисту,
- технічні засоби гасіння рудникових пожеж,
- наземний і підземний транспорт, а також
- пристрої для підняття людей,
- засоби зв'язку та управління в підземних виробках.

Індивідуальне оснащення бійця ВГРЧ в основному складається з кисневих ізолюючих дихальних апаратів, газотеплозахисних апаратів і теплозахисних костюмів. Для надання першої медичної допомоги при аваріях застосовуються апарати штучного дихання типу «Горноспасатель» (ГС-5, ГС-8, ГС-10), інгалятори, іммобілізуючі носилки, компресійні шини та інші медичні інструменти і апарати.